# Alaa Maso
Alaa Maso (en arabe : علاء ماسو), né le 1er janvier 2000 à Alep, est un nageur syrien.

## Biographie
Il commence la natation à l'âge de quatre ans.

### Jeux olympiques
En 2021, en raison de la crise sanitaire due à la Covid-19 ayant retardé les Jeux, il participe aux Jeux olympiques d'été de 2020 à Tokyo, au Japon. Pour ces Jeux, il est représenté sous la bannière de l'équipe olympique des réfugiés pour l'épreuve en natation des séries du 50 mètres nage libre hommes qui a lieu le 30 juillet 2021. En raison de sa résidence en tant que réfugié en Allemagne, c'est le comité olympique de ce pays (le DOSE) qui en est l'hôte.
Son frère aîné, Mohamed Maso, bien qu'ayant quitté la Syrie avec Alaa pour rejoindre l'Europe, dans un premier temps les Pays-Bas et dans un second l'Allemagne en 2016, a choisi de représenter son pays natal pour les Jeux olympiques de Tokyo à l'épreuve du triathlon,. Cependant, les deux frères ont fait sensation lors de la cérémonie d'ouverture des Jeux lorsqu'ils se sont enlacés,,,.